# Dendrolagus matschiei
Dendrolagus matschiei — вид родини кенгурових. Названий на честь німецького зоолога Поля Мачі (нім. Paul Matschie).

## Морфологія
Верхні частини тіла червоні чи махагонієво-коричневі; обличчя, шия, стопи світло-жовті; хвіст головним чином жовтий.

## Життєвий цикл
Період вагітності за одними даними 32 доби, за іншими 44 доби. Малюк повністю залишає сумку у віці 41 тиждень. У неволі живе понад 20 років.

## Середовище проживання
Цей вид живе тільки на півострові Гуон, присутність на острові Умбоі (англ. Umboi) непевна. Діапазон поширення за висотою: 1000—3300 м над рівнем моря. Живе у тропічних гірських і високогірних лісах.

## Загрози та охорона
Цей вид перебуває під загрозою надмірного промислу в їжу місцевими жителями й втрати місць проживання у зв'язку з перетворенням лісу на землі прожиткового сільськогосподарського використання та загальних людських посягань. Людське населення півострова Гуон швидко зростає. Виробництво кави зростає і є активний нікелевий рудник на північній околиці гірського хребта.